# Podpredsednik Združenih držav Amerike
Podpredsednik Združenih držav Amerike (angleško: The vice president of the United States) je javni položaj, ki ga določa ameriška ustava. Je prvi v liniji nasledstva za položaj predsednika ZDA v primeru smrti, odstopa ali odstavitve predsednika. Po določilih ameriške ustave opravlja funkcijo predsednika senata, sicer pa nima nobenih pooblastil.
Trenutni podpredsednik je JD Vance.

## Izbira
Skupaj s predsednikom se voli tudi podpredsednika, ki je voljen za enako mandatno dobo in mora izpolnjevati enake pogoje za izvolitev kot predsednik. Slednje sicer ni posebej določeno v ustavi, vendar je razumljivo, saj lahko podpredsednik postane predsednik brez posebne izvolitve. Sicer podpredsednik nima nobenih pooblastil, razen da vodi senat. Če bi predsednik umrl ali izgubil mandat zaradi odvzema ali odstopa ali postal nesposoben za njegovo izvajanje, stopi na njegovo mesto podpredsednik, kar se je doslej zgodilo le dvakrat. 
V teoriji je možen naslednji nenavaden položaj: novi predsednik, prej podpredsednik, imenuje svojega podpredsednika (potrdi ga kongres z večino glasov v obeh domovih). Če nato predsednik izgubi mandat, ga nadomesti podpredsednik, ki pa ni bil izvoljen (Gerald Ford, ki je nasledil Richarda Nixona, ni bil izvoljen).

## Sedež
Sedež ameriškega podpredsednika je rezidenca Number One Observatory Circle v Washingtonu. 

## Seznam podpredsednikov
Glej članek: Seznam podpredsednikov Združenih držav Amerike

## Še živeči nekdanji podpredsedniki
- Dan Quayle
(1989–1993)
- Al Gore
(1993–2001)
- Dick Cheney
(2001–2009)
- Joe Biden
(2009–2017)
- Mike Pence
(2017–2021)
- Kamala Harris
(2021–2025)